# Ster ZLM Toer 2016
La Ster ZLM Toer 2016, 30a edició de la Ster ZLM Toer, es disputà entre el 15 i el 19 de juny de 2016 sobre un recorregut de 774,4 km repartits entre cinc etapes, amb inici a Goes i final a Boxtel. La cursa formà part del calendari de l'UCI Europa Tour 2016, amb una categoria 2.1.
El vencedor final fou el belga Sep Vanmarcke (Team LottoNL-Jumbo), seguit pel també belga Sean De Bie (Lotto Soudal) i el neerlandès Jos van Emden (Team LottoNL-Jumbo).

## Equips
L'organització convidà a prendre part en la cursa a set equips World Tour, sis equips continentals professionals i nou equips continentals:
- equips World Tour: BMC Racing Team, Cannondale, Etixx-Quick Step, Team Giant-Alpecin, IAM Cycling, Team LottoNL-Jumbo, Lotto Soudal
- equips continentals professionals: Cofidis, Drapac, Roompot Oranje Peloton, Topsport Vlaanderen-Baloise, Wanty-Groupe Gobert, Wilier Triestina-Southeast
- equips continentals: BabyDump, Crelan-Vastgoedservice, Jo Piels, Join-S-De Rijke, Metec-TKH-Mantel, Parkhotel Valkenburg, Rabobank Development, 3M, Verandas Willems

## Etapes
| Etapa | Data       | Recorregut        |                           | Km    | Vencedor d'etapa        | Líder de la general | Ref.  |
| ----- | ---------- | ----------------- | ------------------------- | ----- | ----------------------- | ------------------- | ----- |
| 1a    | 15 de juny | Goes - Goes       | contrarellotge individual | 6,4   | Jos van Emden (NED)     | Jos van Emden (NED) | [ 1 ] |
| 2a    | 16 de juny | Oss - Oss         | Etapa plana               | 186   | Wesley Kreder (NED)     | Jos van Emden (NED) | [ 2 ] |
| 3a    | 17 de juny | Buchten - Buchten | Etapa accidentada         | 190,5 | Dylan Groenewegen (NED) | Sean De Bie (BEL)   | [ 3 ] |
| 4a    | 18 de juny | Verviers - Jalhay | Etapa accidentada         | 186,7 | Sep Vanmarcke (BEL)     | Sep Vanmarcke (BEL) | [ 4 ] |
| 5a    | 19 de juny | Someren - Boxtel  | Etapa plana               | 183,1 | Wim Stroetinga (NED)    | Sep Vanmarcke (BEL) | [ 5 ] |

## Classificació final
|    | Ciclista                   | Equip                       | Temps       |
| -- | -------------------------- | --------------------------- | ----------- |
| 1  | Sep Vanmarcke (BEL)        | Team LottoNL-Jumbo          | 17h 39' 05" |
| 2  | Sean De Bie (BEL)          | Lotto Soudal                | + 6"        |
| 3  | Jos van Emden (NED)        | Team LottoNL-Jumbo          | + 16"       |
| 4  | Søren Kragh Andersen (DEN) | Team Giant-Alpecin          | + 20"       |
| 5  | Davide Martinelli (ITA)    | Etixx-Quick Step            | + 27"       |
| 6  | Roger Kluge (GER)          | IAM Cycling                 | + 30"       |
| 7  | Ramūnas Navardauskas (LTU) | Cannondale                  | + 31"       |
| 8  | Gijs Van Hoecke (BEL)      | Topsport Vlaanderen-Baloise | + 32"       |
| 9  | Stefan Küng (SUI)          | BMC Racing Team             | + 34"       |
| 10 | Jempy Drucker (LUX)        | BMC Racing Team             | + 35"       |